# Macrotylus solitarius
Macrotylus solitarius is een wants uit de familie van de blindwantsen (Miridae). De soort werd het eerst wetenschappelijk beschreven door Rudolf Ludwig Meyer-Dür in 1843.

## Uiterlijk
De tamelijk langwerpig gevormde, grijsgele wants is macropteer en kan 5 tot 5,5 mm lang worden.  De pootjes zijn grijs met donkere tarsi. De schenen hebben dunne, zwarte stekeltjes. De antennes zijn grijs of groen gekleurd. Het lichaam is grijs of geelachtig en is bedekt met zwarte haartjes.

## Leefwijze
De soort overwintert als eitje en kent één generatie per jaar. De volwassen wants leeft voornamelijk langs bosranden en open plekken in het bos en kan van juni tot augustus gevonden worden op bosandoorn (Stachys sylvatica) en soms ook op andere andoornsoorten zoals moerasandoorn (Stachys palustris) en bergandoorn (Stachys recta).

## Leefgebied
In Nederland is de soort erg zeldzaam. Verder komt de wants voor in het Palearctisch gebied, van Europa tot de Kaukasus in Azië.